# آس‌بادهای رومه
آس بادهای رومهیا آسیاب بادی رومه مربوط به اواخر دوره قاجار است و در شهرستان نهبندان، بخش مرکزی، روستای رومه واقع شده و این اثر در تاریخ ۲۵ اسفند ۱۳۷۹ با شمارهٔ ثبت ۳۴۵۵ به‌عنوان یکی از آثار ملی ایران به ثبت رسیده است.